# جورج كير (سياسي)
جورج كير (بالإنجليزية: George Kerr)‏ هو سياسي أسترالي، ولد في 7 فبراير 1853 في المملكة المتحدة، وتوفي في 18 يناير 1930 في أستراليا. حزبياً، نشط في Queensland Labor Party ‏. وقد انتخب عضو المجلس التشريعي ولاية كوينزلاند.